# Caozhuang Zhen
Caozhuang Zhen (kinesiska: 曹庄镇, 曹庄) är en köping i Kina. Den ligger i provinsen Liaoning, i den nordöstra delen av landet, omkring 270 kilometer sydväst om provinshuvudstaden Shenyang. Antalet invånare är 36274. Befolkningen består av 18 316 kvinnor och 17 958 män. Barn under 15 år utgör 14,0 %, vuxna 15-64 år 76 %, och äldre över 65 år 9,0 %.
Genomsnittlig årsnederbörd är 723 millimeter. Den regnigaste månaden är juli, med i genomsnitt 177 mm nederbörd, och den torraste är februari, med 4 mm nederbörd.